# Ганс фон дер Мозель
Ганс фон дер Мозель (нім. Hans von der Mosel; 3 травня 1898, Боденбах — 12 квітня 1969, Нібург) — німецький офіцер, генерал-майор вермахту. Кавалер Лицарського хреста Залізного хреста з дубовим листям.

## Біографія
Учасник Першої світової війни. Після демобілізації армії залишений у рейхсвері, служив у піхоті. З 1 жовтня 1938 року — начальник училища ППО і навчального табору в Альтварпі. З 25 травня 1940 року — командир 1-го батальйону 234-го піхотного полку. Учасник Французької кампанії. З 19 листопада 1940 по 1 січня 1942 року — командир 2-го батальйону 156-го мотопіхотного полку 16-ї мотопіхотної дивізії. Учасник Балканської кампанії і боїв на радянсько-німецькому фронті в складі 328-ї піхотної дивізії. З 1 липня 1942 року — командир 548-го піхотного полку. Відзначився у боях під Ржевом. З 1 травня 1943 року — комендант Бреста. З 12 серпня 1944 року — начальник штабу Брестської фортеці. Відзначився при обороні Бреста. 19 вересня 1944 року взятий у полон американськими військами. В 1948 році звільнений.

## Звання
- Фанен-юнкер (28 листопада 1916)
- Лейтенант (1 грудня 1917)
- Обер-лейтенант (1926)
- Гауптман (1935)
- Майор (1 жовтня 1938)
- Оберст-лейтенант (1 липня 1940)
- Оберст (1 квітня 1942)
- Генерал-майор (1 вересня 1944)

## Нагороди
- Залізний хрест 2-го класу (12 серпня 1918)
- Почесний хрест ветерана війни з мечами
- Медаль «За вислугу років у Вермахті» 4-го, 3-го і 2-го класу (18 років)
- Застібка до Залізного хреста 2-го класу (24 грудня 1940)
- Залізний хрест 1-го класу (25 липня 1941)
- Штурмовий піхотний знак в сріблі
- Медаль «За зимову кампанію на Сході 1941/42»
- Нагрудний знак «За поранення» в сріблі
- Лицарський хрест Залізного хреста з дубовим листям
  - Лицарський хрест (9 серпня 1942)
  - Дубове листя (№ 589; 18 вересня 1944)